# Buchloe
Buchloe est une ville de Bavière (Allemagne), située dans l'arrondissement d'Ostallgäu, dans le district de Souabe.

## Économie
Le constructeur automobile Alpina est implanté à Buchloe depuis 1970. L’entreprise produit des voitures sportives et luxueuses basées sur les voitures de BMW et emploie plus de 250 personnes.

## Jumelages
- Adare (Irlande)
- Cesson (France) depuis 1985

## Personnalités
- Bertram Meier (1960-), évêque d'Augsbourg